# Distrito Telefónica
Distrito Telefónica es la sede operativa de la compañía española de telecomunicaciones Telefónica y se encuentra en el barrio madrileño de Las Tablas, accesible desde la A-1 (Autovía del Norte) y la ronda de circunvalación M-40. Originariamente, la sede recibió el nombre de «Distrito C» (Distrito de las Comunicaciones), pasando en octubre de 2011 a denominarse «Distrito Telefónica».

## Distrito Telefónica
El Distrito Telefónica, sede operativa de la multinacional española Telefónica, es un proyecto arquitectónico dirigido por Rafael de la Hoz. La obra se realizó en 36 meses sobre una superficie de 370.000 metros cuadrados en Las Tablas, una zona de expansión del noreste de Madrid próxima a Alcobendas. La obra ha sido reconocida en diferentes ocasiones, tanto por la gestión de la llegada del Metro de Madrid (estación Ronda de la Comunicación de la Línea 10), como por los accesos terrestres.[cita requerida]

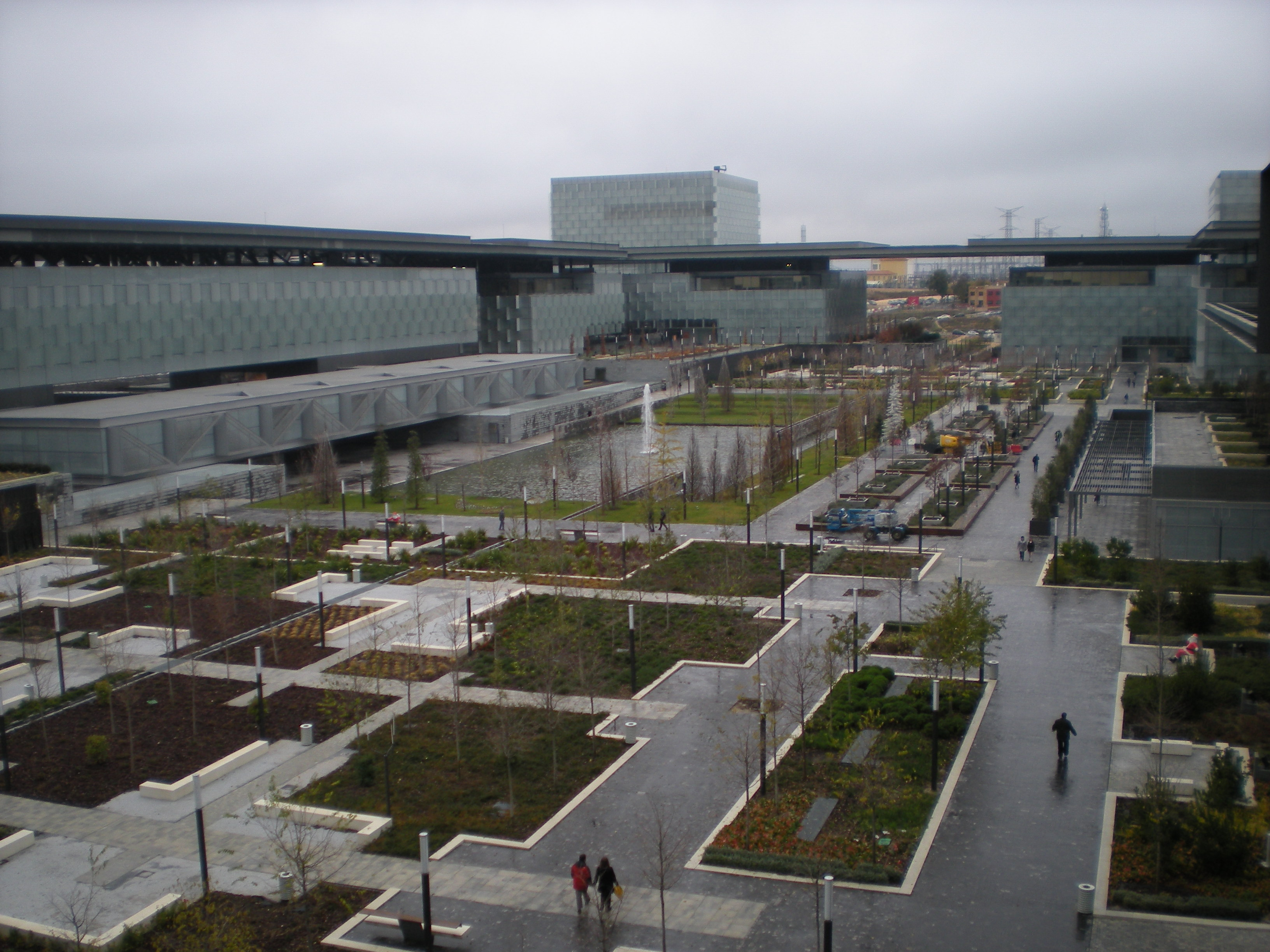
Plaza interior.

Los edificios cubren una superficie de 140.000 metros cuadrados y fue en su momento la mayor actuación en Europa en términos de vidrio, superando incluso las actuaciones de la Ciudad Financiera del Banco Santander y el Aeropuerto de Madrid-Barajas.[cita requerida] Se compone de trece edificios destinados a oficinas, cuatro de ellos de diez plantas situados en los extremos, cuatro de cuatro plantas, cuatro de tres plantas y uno más denominado central. Además, el complejo incluye un centro comercial abierto al público y varias edificaciones adicionales para servicios auxiliares (policlínica, bancos, farmacia, óptica, peluquería, tienda Movistar y hasta un pequeño Corte Inglés). El objetivo de Distrito Telefónica es reunir en una misma ubicación todos los recursos de la compañía, con el fin de conseguir un importante ahorro en estructura y una mayor eficiencia en su gestión.

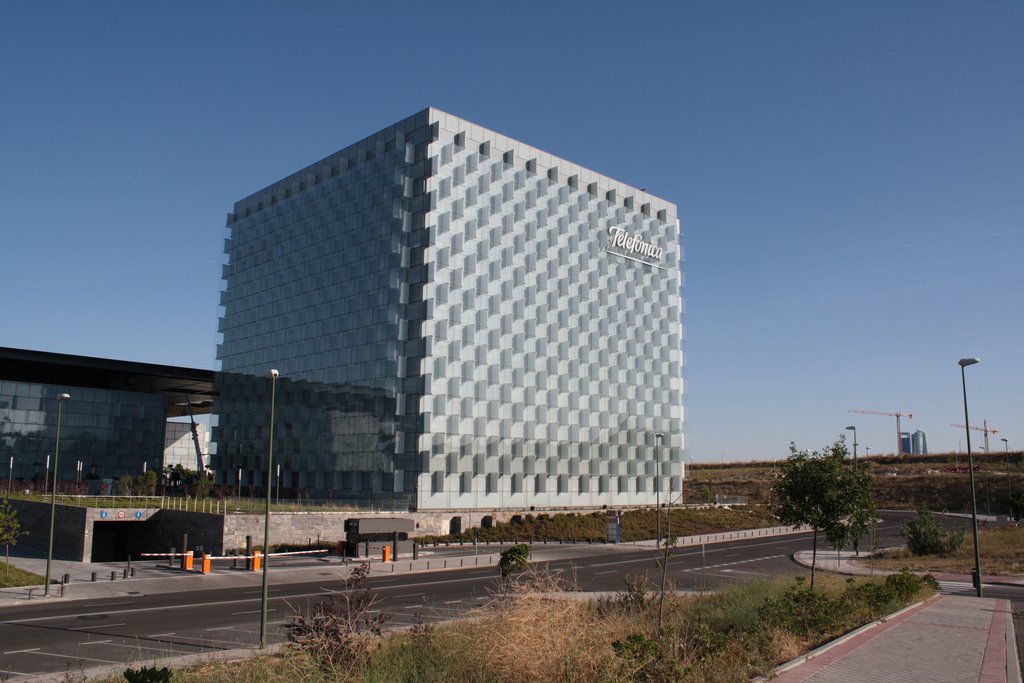
Uno de los cuatro bloques de oficina

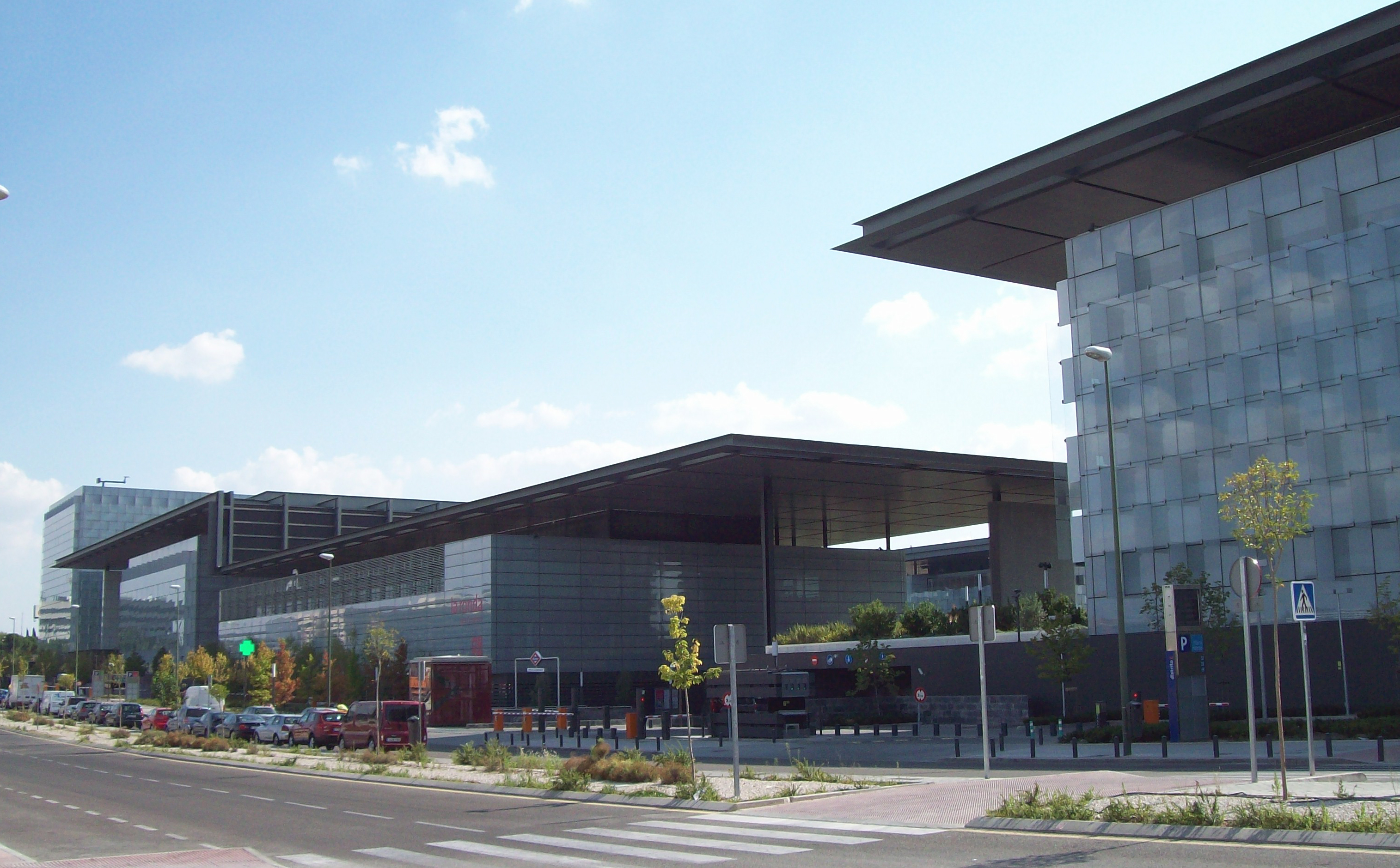
Fachada noreste.

La inversión asciende a más de 500 millones de euros y ha sido financiado mayoritariamente con la venta o alquiler de diversos inmuebles que Telefónica poseía en Madrid. El Distrito Telefónica alberga a 14.000 personas entre visitantes y personal propio del grupo.
El presidente de Telefónica, César Alierta, firmó un convenio con el entonces alcalde de Madrid, Alberto Ruiz-Gallardón, para el ajardinamiento del perímetro exterior de Distrito Telefónica. El proyecto comprende una zona de unas 22 hectáreas y prevé una actuación global de recuperación y mejora, que podrán disfrutar todos los madrileños, pues será de libre acceso. El nuevo bosque urbano contará con unos 2.000 árboles, 41.000 arbustos, dos hectáreas de césped, 3.000 plantas trepadoras y 18.000 subarbustos.

## Ahorro energético
El diseño del complejo de Telefónica prevé un importante ahorro en climatización, del 15% en invierno y del 34% en verano, reduciendo las emisiones de CO2 en unas 5.000 toneladas al año. La elección de fachadas de vidrio permitirá un ahorro en iluminación de un 42%, lo que supone una reducción muy considerable del consumo de energía.

## Premios y galardones al proyecto
- "Premio a la Obra Internacional" en la XI Bienal Internacional de Arquitectura Argentina BA07[7]
- Premio Aedip 2009[8]